# Enrica Guidi
Enrica Guidi (Cecina, 17 febbraio 1985) è un'attrice italiana.

## Biografia
Nata a Cecina, da madre sarda e padre toscano, è cresciuta a Rosignano Solvay. Dopo aver ottenuto una laurea in scienze motorie intraprende la carriera di attrice ottenendo il ruolo di Tiziana nella serie televisiva I delitti del BarLume. Nel 2014 recita il ruolo di Ambra nel film Tutto molto bello di Paolo Ruffini. Nel 2017 è la protagonista del film Innamorati di me, andato in onda su Sky Uno, e quello stesso anno è tra i concorrenti della prima edizione del programma Celebrity MasterChef.

## Filmografia

### Cinema
- Tutto molto bello, regia di Paolo Ruffini (2014)
- Bomba libera tutti!, regia di Alessandro Gelli e Mattia Catarcioni (2016)
- Innamorati di me, regia di Nicola Prosatore (2017)
- Humanism, regia di Glauco Della Sciucca (2018)
- Mò vi mento - Lira di Achille, regia di Stefania Capobianco e Francesco Gagliardi (2018)
- L'eroe, regia di Cristiano Anania (2019)
- 2 fantasmi di troppo, regia di Nunzio e Paolo (2021)
- Lasciarsi un giorno a Roma, regia di Edoardo Leo (2021)

### Televisione
- I delitti del BarLume, regia di Eugenio Cappuccio e Roan Johnson (2013-in corso)

### Cortometraggi
- Gran finale - Il film, regia di Valerio Groppa (2014)
- Giulia, regia di Angelo Frezza (2015)

### Spot
- Telethon, regia di Mauro Mancini (2014)
- Dove, regia di Pier Belloni (2014)

## Programmi televisivi
- Celebrity MasterChef, prima edizione (2017, Sky Uno) – Concorrente
- Cinepop, regia di Max Croci (2018, Sky Cinema Uno) – Conduttrice
- Name That Tune - Indovina la canzone (2021, TV8) – Concorrente